# BMW i8
BMW i8 — повноприводне купе класу «G2» з гібридною силовою установкою.

## Опис

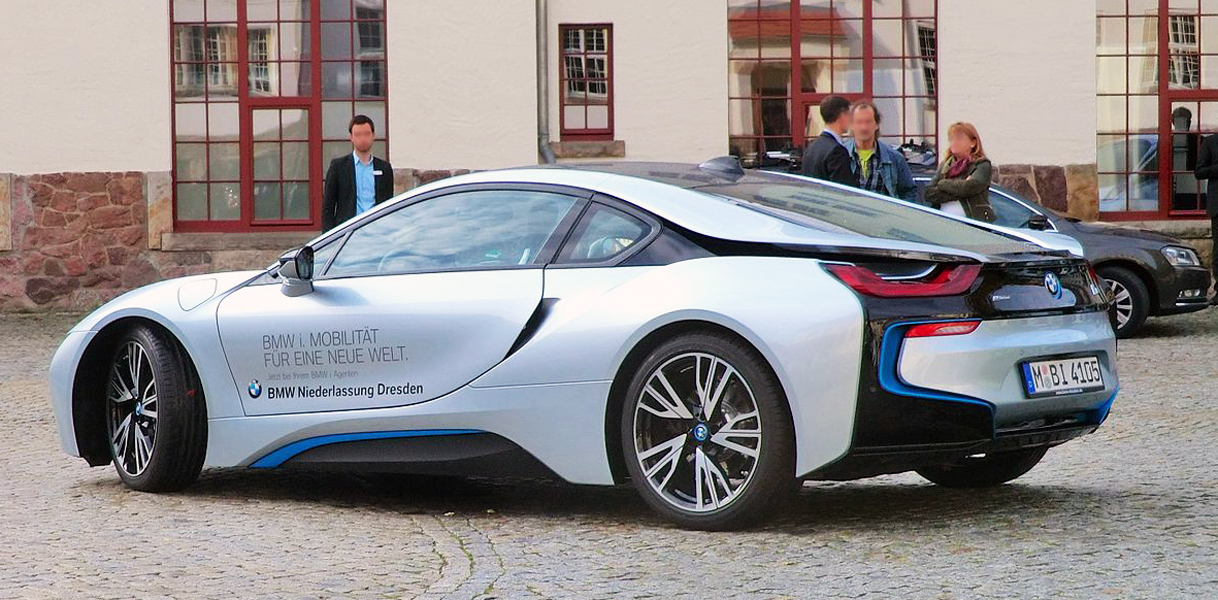
BMW i8

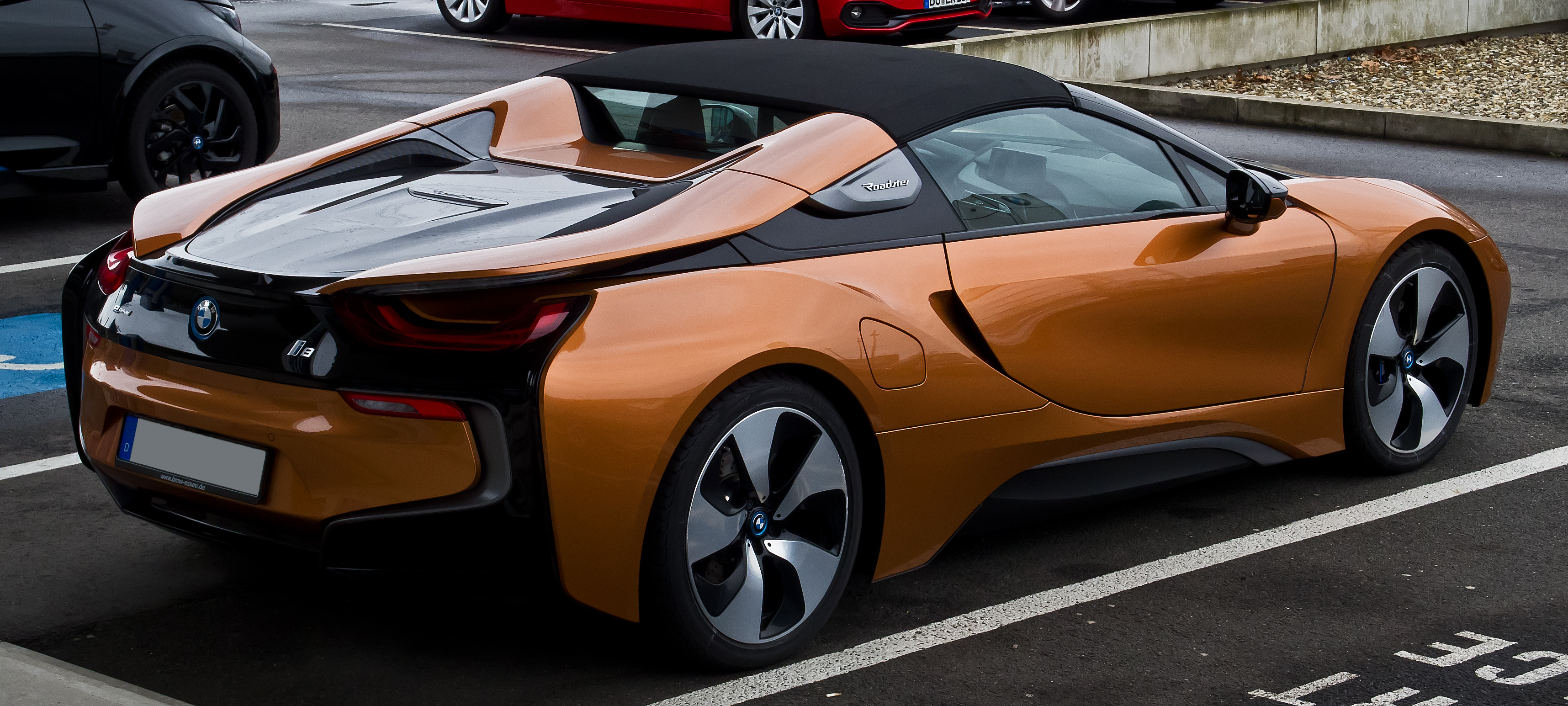
BMW i8 Roadster

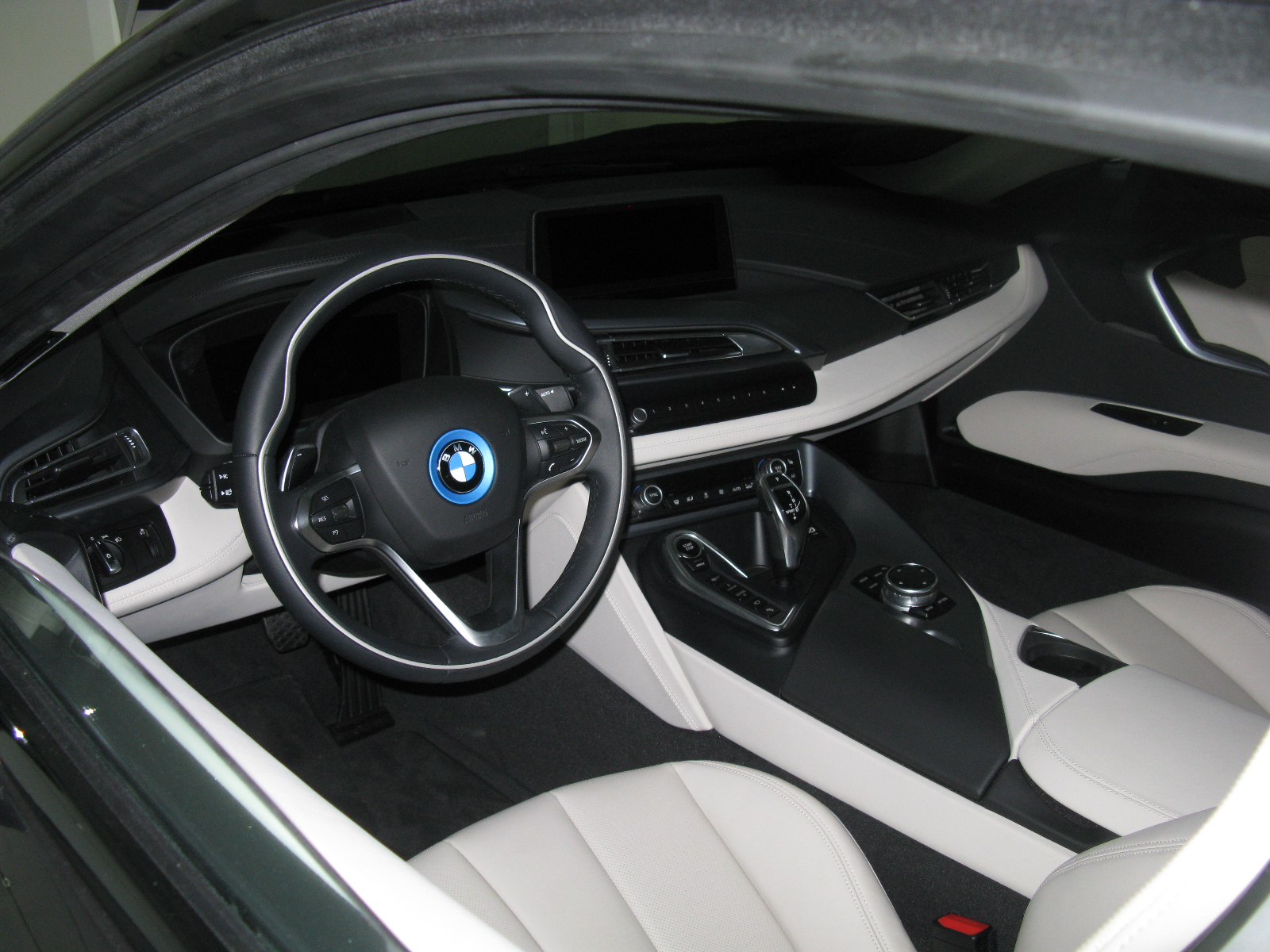
BMW i8

Вперше концепт-кар BMW Vision Efficient Dynamics був представлений на Франкфуртському автосалоні в вересні 2009 року. У 2013 році компанія почала серійне виробництво автомобілів BMW i8 в Лейпцигу. Серійна модель дебютувала на автосалоні у Франкфурті в 2013 році, продажі автомобіля почалися в 2014 році.
BMW Vision Efficient Dynamics являє собою повнопривідне двохдверне купе. Шасі і підвіска зроблені з алюмінію, дах і двері виконані з полікарбоната. Коефіцієнт аеродинамічного опору повітрю 0,26 .
Приладова панель розташована на центральному Head-up дисплеї і лобовому склі. Таке поєднання створює враження тривимірного простору. Найбільш важлива інформація, така як показники спідометра і маршрут руху, видається на лобове скло у вигляді проєкції, що забезпечує найбільшу безпеку, так як водієві не доводиться дивитися на панель приладів.
Базова комплектація BMW i8 включає навігаційну систему, шкіряне оздоблення панелей і сидінь, світлодіодні фари, повністю цифрову панель приладів, склоочисники з сенсорами дощу, передні і задні сенсори паркування, 20-дюймові колеса, адаптивні амортизатори, адаптивний круїз-контроль, здатний підтримувати встановлену відстань до транспортного засобу попереду. Родстеру дістався тканинний дах з електроприводом. За пасивну безпеку відповідають шість подушок безпеки, система «BMW Assist» з здатністю викликати служби порятунку у будь-який час доби та пластиковий каркас з боку пасажира, посилений вуглецевим волокном.
Силовою установкою автомобіля є гібридна система Plug-in hybrid. Система використовує поєднання 2-х електродвигунів, які живляться від літій-іонних акумуляторів і 3-х циліндрового бензинового двигуна з турбонаддувом. 1-й електродвигун розташовується в дальній частині капота і видає постійну потужність 60 кВт, і максимальну 104 кВт. 2-й електродвигун розташований між 1-м електродвигуном і ДВЗ, що видає постійну потужність 25 кВт, і максимальну 38 кВт. Трансмісія являє собою 6-й ступінчасту роботизовану коробку передач другого покоління Aisin F21-360 FT EOP. Бензиновий двигун з турбонадувом, об'ємом 1,5 літра розвиває потужність 170 кВт (231 кінських сил) і максимальний крутний момент 320 Нм при 3700 об/хв.
Загалом автомобіль розвиває потужність 266 кВт (362 к.с.) та максимальний крутний момент 570 Нм. Розганяється до 100 км/год за 4,8 секунд і розвиває максимальну швидкість понад 250 км/год. При такій потужності витрата пального складає всього 3,76 літра на 100 км. Виключно на електричній тязі автомобіль може проїхати відстань 30 км. На повністю заправленому баку об'ємом 25 літрів і повністю заряджених акумуляторах автомобіль може проїхати 440 кілометрів.
Час зарядки акумуляторів від мережі становить 2,5 години при напрузі 230 вольт. При напрузі 400 вольт зарядка відбувається за 30 хвилин.
Крім купе автомобіль продається в кузові кабріолет.
Ціна у Європі: 126 000 €.

## Двигуни
- 1.5L turbo	B38A15T0 I3 + 2 синхронні електродвигуни сумарна потужність 362 к.с. 570 Нм (2014–2018)
- 1.5L turbo	B38A15T0 I3 + 2 синхронні електродвигуни сумарна потужність 374 к.с. 570 Нм (2018–2020)